# Connectionisme
Connectionisme is een benadering binnen terreinen als kunstmatige intelligentie, cognitieve psychologie/cognitieve science en neurowetenschap. Deze benadering tracht mentale of gedragsverschijnselen te modelleren als emergente eigenschappen van netwerken van elementaire eenheden. Deze eenheden kunnen op verschillende manieren aan elkaar gekoppeld worden, waardoor zij uiteenlopende taken kunnen vervullen. De netwerken vertonen een zekere mate van activatie. Activatie kan zich in een onderdeel van een netwerk voordoen en zich bijvoorbeeld  verspreiden over het gehele netwerk. Connectionisme is eigenlijk een nieuwe vorm van associationisme: het verklaren van het ontstaan van complexe structuren door verbindingen tussen meer elementaire structuren. 

## Vormen van netwerken
Er bestaan verschillende vormen van connectionisme. Een veel voorkomende vorm gaat uit van neuraal netwerk modellen. Hierin kunnen bijvoorbeeld de elementaire eenheden bestaan uit neuronen, en hun verbindingen uit synapsen (zie ook connectoom). Hoewel de naam doet vermoeden dat deze modellen gebaseerd zijn op eigenschappen van de hersenen hoeft dit niet per se het geval te zijn. Wel is het zo dat soms hiermee rekening wordt gehouden. Zo wordt bijvoorbeeld bij netwerk-simulaties van het geheugen soms ook rekening gehouden met eigenschappen van structuren als de hippocampus. Dergelijk modellen noemt men dan neuraal plausibel.  In andere modellen worden eenheden binnen een netwerk gevormd door woorden, en representeren de verbindingen hiertussen semantische relaties. Informatieverwerking in deze netwerken verloopt parallel. Daarom worden deze netwerken soms ook wel aangeduid met de term  Parallel Distributed Processing (PDP) systemen.

## Netwerk als rekeneenheid
Het meeste eenvoudige neurale netwerk bevat drie lagen: een zogeheten ingangslaag, een tussenlaag en een uitgangslaag (zie ook neuraal netwerk). Tussen deze lagen is sprake van voorwaartse en terugkerende (of feedback) verbindingen. De sterkte van de verbindingen wordt bepaald door hun gewichten: deze kunnen exciterend  of inhiberend zijn. Hoe groter de exciterende gewichten, hoe sterker de activatie van het totale netwerk. Een netwerk met terugkerende verbindingen wordt ook wel recurrent network genoemd. Deze verbindingen kunnen bijvoorbeeld terugkoppelen van de uitgangslaag naar de tussen- of ingangslaag. Als bijvoorbeeld de uitgangslaag te weinig output levert, kunnen door terugkoppeling de waarden van de ingangslaag worden opgehoogd.   
Een dergelijk netwerk vormt een soort computationele (of reken-) eenheid.  Men kan zo'n netwerk leren bepaalde perceptuele taken te vervullen, zoals het herkennen van gezichten of handschriften.
Een vaak toegepaste techniek bij netwerk-simulaties heet backward propagation. Hierbij worden door een reeks iteraties (herhaalde handelingen) de gewichten van lagere niveaus steeds aangepast. Hierdoor zal na verloop van tijd het verschil tussen  de gewenste en verkregen oplossingen  steeds kleiner worden, totdat een stabiele eindwaarde wordt verkregen die aan het gestelde criterium voldoet.

## Connectionisme vs. computationalisme debat
Naarmate in de jaren tachtig het connectionisme steeds populairder werd, reageerden sommige onderzoekers (waaronder Jerry Fodor en Steven Pinker) ertegen. Zij betoogden dat het connectionisme de vooruitgang in de cognitieve wetenschappen en psychologie, gebracht door de klassieke methoden van het computationalisme, teniet zouden doen. Volgens het computationalisme is de menselijke geest computationeel, wat wil zeggen dat de geest functioneert door formele operaties op symbolen uit te voeren, zoals een turingmachine. Connectionisme en computationalisme sluiten elkaar niet noodzakelijk uit. Het is mogelijk dat connectionistische netwerken de manier zijn waarop symbolische modellen geïmplementeerd worden. Anderen, waaronder neurowetenschapper Patricia Churchland en filosoof Paul Churchland, beweren dat het succes van connectionistische modellen bewijs is voor de zwakte van de volkspsychologie. Volgens hen is de volkspsychologie een theorie die de interne manipulatie van zin-achtige symbolen poneert. De klassieke computationalistische verklaringen van cognitie zijn volgens de Churchlands een gevolg van de volkspsychologie die mensen gebruiken om mentale staten te verklaren. Daniel Dennett stelt dat een abstract denkniveau ons kan helpen patronen te vinden in menselijk gedrag die in connectionistische modellen niet duidelijk zichtbaar zouden zijn. Net zoals de zetten van een schaakcomputer beter te analyseren zijn door op een hoger niveau te redeneren (bv. binnen het schaakspel is het belangrijk een dominante positie te hebben in het centrum van het bord) dan te kijken naar de elektronische schakelingen waaruit de computer opgebouwd is, zo kan het handig zijn om op het niveau van symboolverwerkingen te redeneren in plaats van slechts de individuele elementen en verbindingen van een neuraal netwerk te bestuderen.